# Gösselsdorf (Schmidgaden)
Gösselsdorf ist ein Ortsteil der Gemeinde Schmidgaden im Landkreis Schwandorf des Regierungsbezirks Oberpfalz im Freistaat Bayern.

## Geografie
Gösselsdorf liegt 5 Kilometer nördlich von Schmidgaden und 2,6 Kilometer nordwestlich der Bundesautobahn 6 zwischen Hüttenbach und Tradlbach. Der 19,7 Kilometer lange Hüttenbach trägt die Gewässerkennzahl 14722. Er entspringt am Südwesthang des 667 Meter hohen Buchberges, fließt in Richtung Südosten und mündet bei Schwarzenfeld in die Naab. Der Tradlbach mündet 1,5 Kilometer südöstlich von Gösselsdorf in den Hüttenbach.

## Geschichte

### 11. und 18. Jahrhundert
Gösselsdorf (auch: Getzlingstorf, Geßleinsdorf, Geselstorf, Geselstorff, Geßelstorf, Gösselsdorff, Gößlstorf) gehört zu den Dorf-Orten, die bei der deutschen Besiedelung des Nabburger Landes vom 9. bis zum 11. Jahrhundert entstanden. Es gehörte im 11. Jahrhundert zu den Königsgütern. Seine Martinskirche war eine königliche Eigenkirche. Diese Kirche wurde bereits in den Pfarrverzeichnissen des Dekanats Schwandorf von 1286 und 1326 erwähnt. Auch in den Paulsdorfer Lehensbüchern von 1423 und in der Matrikel von 1433 ist Gösselsdorf verzeichnet.
1460 wurde vom Vitztum, dem Nabburger Pfleger, eine Wochenmarktsordnung erlassen. In dieser Ordnung wurden die pflegämtischen Dörfer um Nabburg, darunter auch Gösselsdorf, verpflichtet, den Wochenmarkt von Nabburg zu besuchen. 1527 wurde diese Ordnung dahin gehend präzisiert, dass alle Kaufgeschäfte grundsätzlich nur auf dem offenen Markt in Nabburg an den dort vorgeschriebenen Plätzen zu tätigen seien. Bei Nichtbefolgung drohten Strafen von 1/4 bis zu 1 Gulden.
Im Salbuch von 1473 wurde Gösselsdorf mit einer Steuer von 5 Schilling und 17 Pfennig 1 Heller aufgeführt. Im Salbuch von 1513 war Gösselsdorf mit einem jährlichen Jägergeld von 5 Höfen, und 3 Viertelhöfen verzeichnet. Im Amtsverzeichnis von 1596 erschien Gösselsdorf mit 5 ganzen Höfen, 4 Gütern und einer Mühle. Im Türkensteueranlagsbuch von 1606 waren für Gösselsdorf 6 Höfe, 3 Güter, 1 Pferd, 20 Ochsen, 23 Kühe, 20 Rinder, 8 Schweine, 11 Frischlinge, 119 Schafe und eine Steuer von 27 Gulden und 35 Kreuzer eingetragen.
In der Zeit der Reformation, Mitte des 16. Jahrhunderts, wurden die Dekanate Hirschau und Nabburg in die Superintendentur Nabburg umgewandelt. Zu ihr gehörte auch Gösselsdorf. Bei Regierungsantritt von Kurfürst Ottheinrich 1557 wurde in dieser Region die Ausübung der katholischen Religion streng verboten. Es folgten 70 Jahre schneller Religionswechsel zwischen protestantischer, reformierter, lutherischer und kalvinistischer Lehre unter den Herrschern Ottheinrich, Kurfürst Friedrich III., Kurfürst Ludwig VI., Johann Kasimir, die zu erheblichen, teilweise gewalttätigen Unruhen in der Bevölkerung führten.
Das Ende dieser Religionswirren brachte erst die militärische Okkupation der Oberpfalz 1621 durch Maximilian I. Er führte mit der Gegenreformation die katholische Lehre wieder ein. 1626 wies er die kalvinistischen Geistlichen aus und forderte 1628 durch Erlass des Religionspatentes alle Bürger seines Herrschaftsbereiches auf, zur katholischen Lehre zurückzukehren. Erst ab 1803 mit dem von Maximilian von Montgelas erwirkten Religionsedikt war es Protestanten wieder erlaubt, sich in der bayerischen Oberpfalz anzusiedeln.
Bis zum Dreißigjährigen Krieg saßen die Moshaimer von Inkofen auf dem Schloss von Gösselsdorf und übten das Patronatsrecht aus. Das Schloss wurde im Dreißigjährigen Krieg völlig zerstört. Während des Dreißigjährigen Krieges erlebte die Region einen Bevölkerungsrückgang. 1500, 1523, 1583, 1631 hatte Gösselsdorf 9 Untertanen, 1658 waren es 7 und 1712 waren es 10. Die Kriegsaufwendungen betrugen 1315 Gulden 30 Kreuzer.
Im Herdstättenbuch von 1721 erschien Gösselsdorf mit 10 Anwesen, 12 Häusern und 12 Feuerstätten. Im Herdstättenbuch von 1762 mit 10 Herdstätten, 2 Inwohnern und 2 Herdstätten im alten Pfarrhof und im Hirtenhaus 2 Inwohnern. 1792 hatte Gösselsdorf 11 hausgesessene Amtsuntertanen. 1808 gab es in Gösselsdorf 10 Anwesen, ein Hirtenhaus, eine Schmiede, eine Taferne und eine Badestube. In Gösselsdorf arbeiteten ein Schmied und ein Leinweber.

### 19. Jahrhundert
1808 begann in Folge des Organischen Ediktes des Innenministers Maximilian von Montgelas in Bayern die Bildung von Gemeinden. Dabei wurde das Landgericht Nabburg zunächst in landgerichtische Obmannschaften geteilt. Gösselsdorf kam zur Obmannschaft Wolfsbach. Zur Obmannschaft Wolfsbach gehörten: Wolfsbach, Gösselsdorf, Götzendorf, Windpaißing, Littenhof, Scharlmühle und Rödlmühle.
Dann wurden 1811 in Bayern Steuerdistrikte gebildet. Dabei wurde Gösselsdorf Steuerdistrikt. Der Steuerdistrikt Gösselsdorf bestand aus dem Dorf Gösselsdorf, den beiden Weilern Götzendorf und Windpaißing, der Einöde Scharlmühle und einem Holz der Messverwaltung Nabburg. Er hatte 22 Häuser, 180 Seelen, 150 Morgen Äcker, 75 Morgen Wiesen, 75 Morgen Holz, 1 Weiher, 20 Morgen öde Gründe und Wege, 1 Pferd, 36 Ochsen, 36 Kühe, 50 Stück Jungvieh, 90 Schafe und 24 Schweine.
Schließlich wurde 1818 mit dem Zweiten Gemeindeedikt die übertriebene Zentralisierung weitgehend rückgängig gemacht und es wurden relativ selbständige Landgemeinden mit eigenem Vermögen gebildet, über das sie frei verfügen konnten. Hierbei wurde Gösselsdorf Ruralgemeinde. Die Gemeinde Gösselsdorf bestand aus den Ortschaften Gösselsdorf mit 16 Familien, Windpaißing mit 7 Familien, Götzendorf mit 5 Familien, Scharlmühle mit 2 Familien, Inzendorf mit 15 Familien, Legendorf mit 7 Familien und Kadermühle mit 2 Familien.
1880 wurde in Windpaißing ein Granitsteinbruch eröffnet, der den Bewohnern von Gösselsdorf Arbeitsmöglichkeiten bot.

### 20. Jahrhundert
1923 bekam Gösselsdorf ein Stromnetz, 1924 eine zentrale Wasserversorgung. 1926 und 1927 begann man mit dem Ausbau von Verbindungsstraßen. 1972 war jeder Hof mit einer asphaltierten Straße an das Straßennetz angeschlossen.
Nach dem Zweiten Weltkrieg wurde 1946 durch die Militärregierung die Gemeinde Gösselsdorf aufgelöst. Gösselsdorf und Inzendorf kamen an Rottendorf, Legendorf und Windpaißing kamen an Brudersdorf und Götzendorf kam zu Kemnath am Buchberg. Als 1948 den Bürgern die Möglichkeit gegeben wurde, die alte Gemeinde Gösselsdorf wiederherzustellen, wurde diese Gelegenheit sofort ergriffen und die Gemeinde Gösselsdorf erstand neu mit den Gemeindeteilen Gösselsdorf, Inzendorf, Kadermühle, Legendorf, Windpaißing, Kulm, Götzendorf.
Im Januar 1972 wurde die Gemeinde Gösselsdorf erneut auseinandergerissen. Gösselsdorf, Inzendorf, Kadermühle und Legendorf kamen zur Großgemeinde Schmidgaden, Windpaißing und Kulm zur Stadt Nabburg und Götzendorf zu Kemnath am Buchberg.

## Einwohnerentwicklung ab 1819
| Jahr | Einwohner   | Gebäude |
| ---- | ----------- | ------- |
| 1819 | 16 Familien | k. A.   |
| 1828 | 92          | 13      |
| 1838 | 78          | 14      |
| 1864 | 91          | 28      |
| 1875 | 79          | 44      |
| 1885 | 80          | 16      |
| 1900 | 78          | 15      |
| 1913 | 60          | 15      |

| Jahr | Einwohner | Gebäude |
| ---- | --------- | ------- |
| 1925 | 79        | 14      |
| 1939 | 88        | 14      |
| 1950 | 88        | 15      |
| 1961 | 83        | 15      |
| 1964 | 83        | 12      |
| 1970 | 101       | k. A.   |
| 1987 | 77        | 16      |
| 2011 | 60        | k. A.   |

## Bürgermeister von Gösselsdorf
- H. Schrott aus Inzendorf (ab 1867)
- Anton Butz aus Windpaißing (bis 1879)
- Matthias Schmidbauer (1880–1905)
- Georg Ott aus Legendorf (ab 1905)
- Adam Ries
- Josef Scheuerer (ab 1945)
- Xaver Ries (1945–1948)
- Johann Butz (1948–1964)
- Andreas Kräuter (1965–1971); er schrieb die Gemeindechronik von Gösselsdorf.[6]

## Schule
Seit Ende des 18. Jahrhunderts gab es in Gösselsdorf eine Schule, die vom Mesner geführt wurde. Sie war Filialschule von Rottendorf. 1809 hatte sie 15 Schüler und Leonhard Paßler war dort Schullehrer. Sie diente als Vorbereitung für die Schule in Rottendorf. Wenn die Kinder groß genug waren, wechselten sie auf die Schule im 2 Kilometer entfernten Rottendorf. 1839 wurde die Schule in Gösselsdorf aufgehoben und alle Kinder mussten nach Rottendorf zur Schule gehen.

## Religion

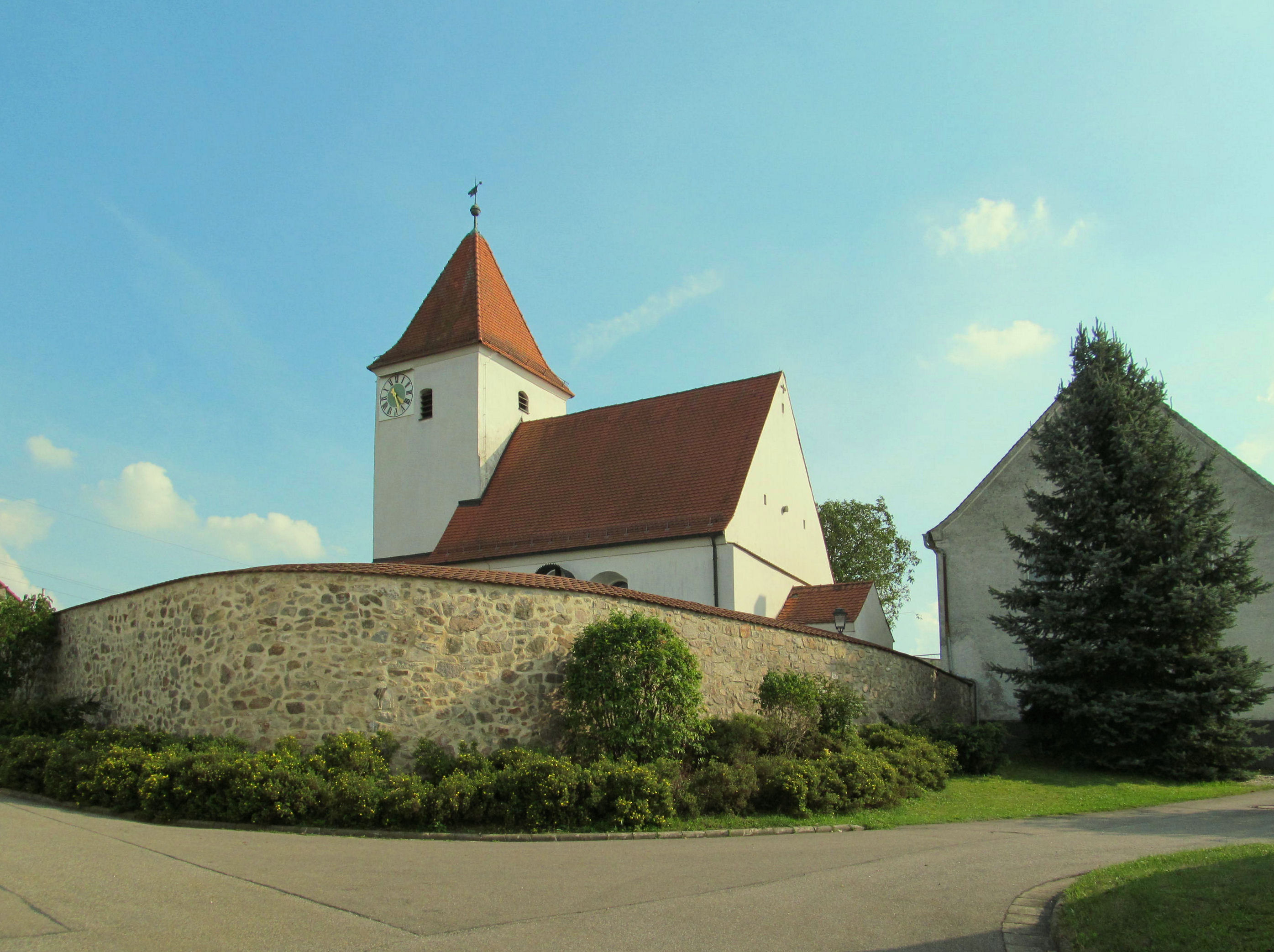
Sankt Martin Gösselsdorf

Die Pfarrei Gösselsdorf wurde bereits in den Pfarreienverzeichnissen von 1286 und 1326 mit einem Schätzwert von 1 römischen Silberfeinmark erwähnt. Diese Verzeichnisse wurden auf Anweisung von Papst Gregor X. angelegt, der von den Priestern den zehnten Teil ihres Einkommens zur Finanzierung der Kreuzzüge erheben wollte. Das Patronatsrecht über die Pfarrei hatten bis zum Dreißigjährigen Krieg die Moshaimer von Inkofen.
Gösselsdorf blieb bis zur Reformation selbständige Pfarrei. In der Pfarreienbeschreibung von 1642 wurde Gösselsdorf dann als Filialkirche zur Pfarrei Rottendorf, Dekanat Nabburg, gehörig verzeichnet. 1997 gab es in Gösselsdorf 86 Katholiken.
Die Sankt-Martinskirche von Gösselsdorf steht unter Denkmalschutz mit der Denkmalnummer D-3-76-159-2. Sie hat eine gotische Chorturmanlage, die im 15. Jahrhundert auf älteren Fundamenten erbaut wurde. Im 18. Jahrhundert wurde sie barock umgestaltet. Der Bereich der Kirche gilt als Bodendenkmal mit der Nummer D-3-6538-0064. Hier gibt es Hinweise auf Vorgängerbauten und ältere Bauphasen aus dem Mittelalter und der frühen Neuzeit. Die Kirche wurde von den Moshaimern von Inkofen erbaut. Ein in die Fassade der Kirche eingemauerter Stein mit dem Schlosswappen ist ein Zeugnis des ehemaligen Schlosses von Gösselsdorf. Das ehemalige eisenbeschlagene Schlosstor wird jetzt als Kirchentor verwendet. Das Schloss stand auf der Ostseite der Kirche. Es wurde im Dreißigjährigen Krieg zerstört.

### Priester in Gösselsdorf im 15. und 16. Jahrhundert
- 1495: J. Konrad Paudler, eingesetzt von Jörg Moshaimer

Unter Erasmus Moshaimer:
- 1497: Hans Pondorfer
- Hans Talmassinger
- 1505: Andre Kirchmaier
- 1507: Leonhard Paemler
- 1521: Pangratz Grüner[6]

## Tourismus
Am nordwestlichen Ortsrand von Gösselsdorf verläuft der Karl-Krampol-Weg.